# Andrew Ronald Mitchell
Andrew Ronald Mitchell, mais conhecido como Ron Mitchell (Dundee, 22 de junho de 1921 — 22 de novembro de 2007), foi um matemático aplicado e analista numérico britânico.
Foi professor de matemática da Universidade de St Andrews, Dundee, Escócia. É conhecido por suas contribuições ao campo da análise numérica de equações diferenciais parciais em geral e método das diferenças finitas e método dos elementos finitos em particular. Mitchell é autor de diversos livros influentes sobre solução numérica de equações diferenciais parciais, incluíndo:
- "The Finite Element Analysis in Partial Differential Equations", com Richard Wait;
- "The Finite Difference Method in Partial Differential Equations", com David F. Griffiths.[3]